# GJ 3877
GJ 3877 (LHS 3003) es una estrella cercana al sistema solar.
Medidas precisas de su paralaje (152,49 ± 2,402 milisegundos de arco) la sitúan a una distancia de 21,4 años luz.
Se localiza en la constelación de Hidra entre las estrellas 58 Hydrae y 59 Hydrae, a 40 minutos de arco de esta última.
Es extremadamente tenue, siendo su magnitud aparente +17,05.
GJ 3877 es una enana roja de tipo espectral M7.0V.
Entre las enanas rojas —que suponen el 73 % de las estrellas de nuestro entrono más cercano—, GJ 3877 es una de las menos masivas y luminosas; así, su masa de 0,08 masas solares es de las menores para una estrella —los objetos menos masivos reciben el nombre de enanas marrones.
Su temperatura efectiva es de solo 2393 K y, consecuentemente, es muy poco luminosa; su luminosidad bolométrica —que incluye una importante cantidad de energía emitida como luz infrarroja— es igual al 0,05 % de la luminosidad solar.
Gira sobre sí misma con una velocidad de rotación proyectada de 8 km/s.
Sus características son semejantes a las de DX Cancri o a las de la estrella de Teegarden.
Las estrellas conocidas más cercanas a GJ 3877 son Gliese 570, a 2,5 años luz, y Gliese 588, a 5,4 años luz.